# شبه‌یولاف (سرده)
شبه‌یولاف (سرده) (نام علمی: Trisetum) نام یک سرده از تیره گندمیان است.